# Båven
O Båven é o maior lago da província histórica da Södermanland, na Suécia. Tem uma área de 64,2 km², uma profundidade máxima de 48 m, e está situado a 21,1 m acima do nível do mar. Está localizado nas comunas de Flen, Gnesta e Nyköpng, a 20 km a leste da cidade de Flen. Tem uma forma irregular e recortada, com muitas ilhas, estreitos apertados e pequenas enseadas. No verão é cruzado por inúmeras canoas, e quando gela no inverno é frequentado por inúmeros patinadores do gelo.

É um dos locais da Suécia e da Europa com mais águias-pescadoras

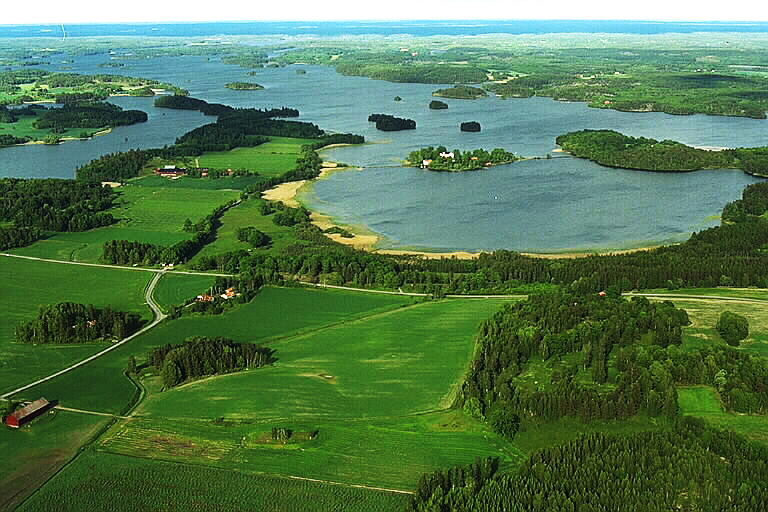
Palácio de Vibyholm no meio do lago.
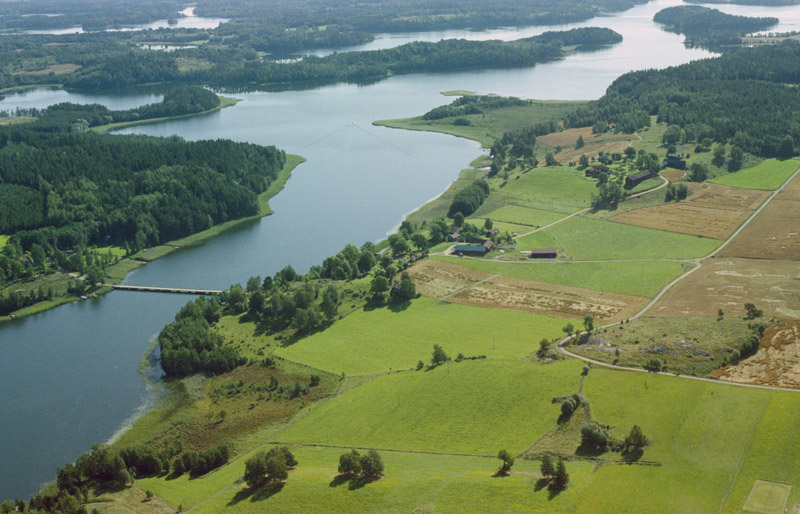
Estreito de Jälund no interior do lago.